# Spokenjacht
Spokenjacht is een stripverhaal uit de reeks omtrent de stripfiguur Lucky Luke. Het album werd getekend door Morris, naar een scenario van Lo Hartog van Banda. De eerste druk verscheen in 1992.

## Synopsis
Lucky Luke probeert samen met Calamity Jane een op een vrijdag de dertiende verdwenen postkoets terug te vinden.